# Воло (Іллінойс)
Воло (англ. Volo) — селище (англ. village) в США, в окрузі Лейк штату Іллінойс. Населення — 6122 особи (2020).

## Географія
Воло розташоване за координатами 42°19′48″ пн. ш. 88°9′48″ зх. д. / 42.33000° пн. ш. 88.16333° зх. д. (42.329923, -88.163418).  За даними Бюро перепису населення США в 2010 році селище мало площу 10,36 км², з яких 10,16 км² — суходіл та 0,20 км² — водойми.

## Демографія
Згідно з переписом 2010 року, у селищі мешкало 2929 осіб у 1108 домогосподарствах у складі 804 родин. Густота населення становила 283 особи/км².  Було 1220 помешкань (118/км²).
Расовий склад населення:
| - 82,1 % — білих - 8,2 % — азіатів - 2,0 % — чорних або афроамериканців - 0,2 % — корінних американців - 0,1 % — вихідців з тихоокеанських островів - 4,5 % — осіб інших рас |

До двох чи більше рас належало 2,9 %. Частка іспаномовних становила 12,2 % від усіх жителів.
За віковим діапазоном населення розподілялося таким чином: 26,7 % — особи молодші 18 років, 69,1 % — особи у віці 18—64 років, 4,2 % — особи у віці 65 років та старші. Медіана віку мешканця становила 30,5 року. На 100 осіб жіночої статі у селищі припадало 99,8 чоловіків;  на 100 жінок у віці від 18 років та старших — 97,3 чоловіків також старших 18 років.
Середній дохід на одне домашнє господарство  становив 100 969 доларів США (медіана — 90 131), а середній дохід на одну сім'ю — 111 258 доларів (медіана — 91 679). За межею бідності перебувало 3,1 % осіб, у тому числі 1,8 % дітей у віці до 18 років та 0,0 % осіб у віці 65 років та старших.
Цивільне працевлаштоване населення становило 2069 осіб. Основні галузі зайнятості: виробництво — 20,6 %, освіта, охорона здоров'я та соціальна допомога — 18,3 %, роздрібна торгівля — 14,3 %, науковці, спеціалісти, менеджери — 13,1 %.